# Luchthaven Adré
Luchthaven Adré (Engels: Adré Airport, Arabisch: فرودگاه ادری) is een klein vliegveldje na bij Adré in Ouaddaï, Tsjaad.